# Alchemilla amphibola
Alchemilla amphibola es una especie de planta del género Alchemilla, perteneciente a la familia Rosaceae.

## Taxonomía
Alchemilla amphibola fue descrita por Buser en 1906.

## Distribución
Se encuentra en el territorio de Francia y Suiza.